# Jim Lankas
James Jarrett Lankas (Stratton, 26 de agosto de 1918-Edson, 9 de agosto de 1978) fue un jugador de fútbol americano profesional estadounidense. Fue fullback en fútbol universitario para los Saint Mary's Gaels y más tarde durante tres temporadas a nivel profesional. Jugó para los Paterson Panthers, Jersey City Giants y Newark Bears de la Asociación Americana (AA), y para los Philadelphia Eagles y Green Bay Packers de la National Football League (NFL). También fue miembro de los Brooklyn Dodgers.

## Primeros años de vida
Lankas nació el 26 de agosto de 1918 en Stratton (Nebraska), y era de ascendencia checoeslovaca y polaca. Asistió a Atwood High School en Kansas y luego a Holy Cross Abbey en Cañon City, Colorado. Jugaba al fútbol americano como fullback y era conocido como Jarring Jim.
Un hombre de triple amenaza (un jugador que se destaca en las tres habilidades del deporte: correr, pasar y patear), Lankas fue seleccionado para toda la sección en Atwood y estuvo entre los máximos anotadores del estado en 1936 con 122 puntos. En 1937, como estudiante de último año en Abbey, anotó 126 puntos y su entrenador dijo que Lankas «es el mejor defensa completo que he entrenado». Terminó su carrera de fútbol americano en la escuela secundaria habiendo aparecido en 51 partidos, anotando 531 puntos en esos partidos para un promedio de 10,4 puntos por partido. Registró más de 7000 yardas de scrimmage. Mientras estaba en la escuela secundaria, Lankas también compitió como boxeador, siendo considerado el mejor peso pesado en el suroeste de Nebraska, según The Stratton News.

## Carrera

### Carrera universitaria
Después de la secundaria, Lankas se inscribió en el Saint Mary's College de California con una beca de fútbol de cuatro años en 1938, siendo considerado como «el mejor prospecto que jamás haya ingresado a la escuela», según el Times-Standard. Ese año jugó para el equipo de fútbol de primer año de St. Mary y fue considerado el miembro más rápido del equipo. Un periódico lo describió como «todo músculo y muy rápido», además de ser «malvado, muy malvado, muy malvado, cuando placa y bloquea». Se perdió parte de la temporada tras sufrir una lesión de rodilla. Luego entró al equipo universitario como estudiante de segundo año en 1939, jugando como fullback suplente. Jugó su última temporada para St. Mary's en 1940 y jugó junto a su hermano, George, un fullback. Fue utilizado como halfback durante la temporada de 1940.

### Carrera profesional
Lankas se convirtió en profesional en 1941, firmando con los Paterson Panthers de la American Association (AA), rechazando una oferta de los Pittsburgh Steelers de la National Football League (NFL). Apareció en cuatro juegos, uno como titular, antes de ser liberado en octubre de 1941; luego se unió a los Jersey City Giants. Después de aparecer en dos juegos, anotando un punto extra, Lankas fue liberado por los Giants y luego firmó con los Newark Bears. Jugó dos partidos con los Bears esa misma temporada.
En 1942, Lankas firmó con los Brooklyn Dodgers de la NFL. No apareció en ningún juego para los Dodgers y fue traspasado a los Philadelphia Eagles en noviembre de 1942. Apareció en dos juegos como suplente, sin registrar estadísticas para los Eagles. Regresó a los Eagles, que se convirtieron en los Steagles, en 1943, y fue descrito como su principal prospecto de fullback por The Philadelphia Inquirer. Sin embargo, no apareció en ningún juego y fue comprado por los Green Bay Packers en octubre de 1943. Jugó tres partidos de la NFL para los Packers y corrió dos veces por dos yardas. También jugó en la victoria de exhibición 62-14 sobre los New London Diesels y anotó un touchdown y un punto extra. Concluyó su carrera en la NFL habiendo aparecido en cinco juegos, ninguno como titular.
Después de su paso por los Packers, Lankas comenzó a competir en lucha en Wichita (Kansas). Según The Wichita Beacon, comenzó a luchar allí después de que «un luchador no se presentó... y entró al ring como sustituto». Continuó luchando y comenzó a competir como boxeador profesional en Wichita en 1947. Compró una granja en el condado de Rawlins, Kansas, en 1948 y se retiró de la lucha libre y el boxeo.

## Últimos años y muerte
Posteriormente, Lankas trabajó como árbitro y promotor de boxeo. Fue candidato del Partido Demócrata para sheriff del condado de Rawlins en 1948 y más tarde fue propietario de un café en Trenton (Nebraska). Murió el 9 de agosto de 1978, en Edson (Kansas), a la edad de 59 años.